# Opaka (Bułgaria)
Opaka (bułg. Опака) – miasto w Bułgarii, w obwodzie Tyrgowiszte, centrum administracyjne gminy Opaka. Według danych szacunkowych Ujednoliconego Systemu Ewidencji Ludności oraz Usług Administracyjnych dla Ludności, 15 grudnia 2018 roku miejscowość liczyła 2617 mieszkańców.